# Frédéric Delpla
Frédéric Delpla (ur. 9 listopada 1964 w Sarcelles) – francuski szermierz, szpadzista, złoty medalista olimpijski.
Na igrzyskach olimpijskich w Seulu w 1988 roku reprezentacja Francji w składzie: Frédéric Delpla, Jean-Michel Henry, Olivier Lenglet, Philippe Riboud i Éric Srecki zdobyła drużynowo złoty medal. W zawodach indywidualnych nie startował. Był to jego jedyny start olimpijski.
Nie zdobył medalu na mistrzostwach świata.